# Revoluce v roce 1848
Revoluce roku 1848, známá také jako Jaro národů nebo Rok revoluce, byla řada občanských a národních revolucí, jež zasáhly evropský kontinent. Období nepokojů, popisované řadou historiků jako vlna revolucí, začalo 12. ledna 1848 na Sicílii a pokračovalo revolucí ve Francii a následně po celé kontinentální Evropě až do srpna 1849, kdy byla poražena revoluce v Uhrách. Ačkoli byly potlačeny, revoluce přesto v řadě zemí prosadily například zrušení roboty, vytvoření obecní samosprávy i další občanské svobody. Ani v českých zemích a celé habsburské monarchii tomu nebylo jinak. 

Revoluce 1848 v Evropě

## Situace v Evropě
Po porážce Napoleona a Vídeňském kongresu 1815 se sice politické poměry do značné míry vrátily do předrevoluční doby, celková situace a nálady občanů se ale radikálně změnily. Na evropském kontinentě začala průmyslová revoluce, budují se železnice a silnice a roste význam tisku, který proniká do širších vrstev. Myšlenky Francouzské revoluce – například občanská rovnost, omezení panovníka ústavou a odstranění privilegií šlechty, právní ochrana občanů a účast na politickém životě – které Napoleon po Evropě roznesl, přitahují stále víc zejména městské obyvatele.
Napoleonské války však také probudily nové národní vědomí v Německu a dalších zemích, kde se lidé začali domáhat politické organizace na národním principu. V rozdrobeném Německu a Itálii, v národnostně utlačovaném Polsku, Irsku nebo Uhrách vznikají hnutí, která se domáhají národního sjednocení a politické samostatnosti. Důležitým motorem tohoto procesu je vzdělávání a kultura, jeho prostředkem vznikající veřejné mínění a tisk. Dobové karikatury překvapují drsností a sarkasmem a vytvářejí stereotypy národních nepřátel.
Ve Francii se v revolucích roku 1848 přihlásilo ke slovu také dělnictvo se svými sociálními požadavky, takže se rozbila dosavadní spolupráce měšťanů a dělníků.

## Itálie

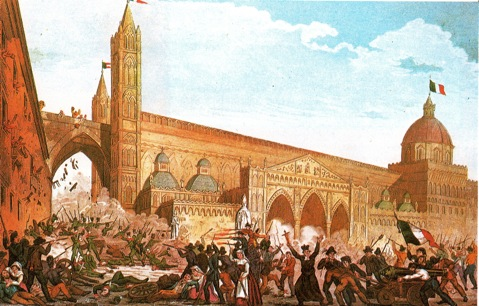
Povstání v Palermu proti vládnoucí dynastii Bourbonů

V lednu 1848 vzniklo v Palermu povstání, které krále obojí Sicílie Ferdinanda II. přimělo k přijetí ústavy. Když však sicilští radikálové vystoupili proti vládě francouzských Bourbonů vůbec, král povstání krvavě potlačil. 15. února 1848 vydal arcivévoda Leopold II. Toskánský pro tuto zemi liberální ústavu, která však radikální odpůrce Rakouska neuspokojila. 22. března vypuklo povstání v Benátkách, rakouská posádka kapitulovala a byla vyhlášena Benátská republika. 23. března vyhlásil král Karel Albert Sardinský Rakousku válku a s armádou 75 tisíc mužů a s podporou papežského vojska a dalších spojenců obléhal rakouské pevnosti. Po počátečních úspěších ho ale spojenci opustili a 25. července 1848 v bitvě u Custozzy a definitivně 23. března 1849 u Novary ho rakouská armáda pod velením maršála Radeckého nakonec porazila.

## Francie

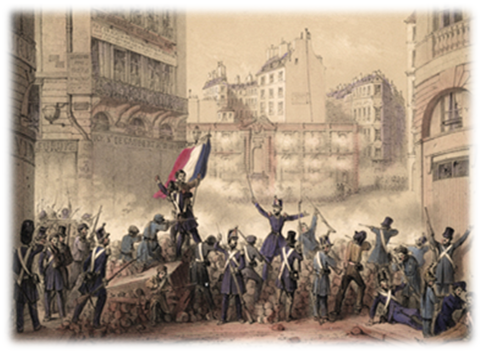
Boj na barikádách v Paříži

Režim „měšťanského krále“ Ludvíka Filipa, kterého vynesla k moci měšťanská revoluce v roce 1830, se z původně liberálního stále víc přikláněl ke konzervativnímu Rakousku. Hospodářská krize a neúroda roku 1847 situaci dále vyostřila a 24. února 1848 vypukla v Paříži Únorová revoluce, která jej svrhla a vyhlásila republiku. Zároveň byla rozbuškou pro řadu dalších revolucí s podobnými cíli v Německu, Rakousku, Polsku a dalších zemích.
Král abdikoval a uprchl do Anglie. Vznikla jedenáctičlenná rada ministrů, politicky velmi různorodá, která jen obtížně hledala kompromisy. Přesto zrušila otroctví v koloniích a trest smrti za politické zločiny, zavedla svobodu tisku a všeobecné volební právo a uznala právo na práci. 23. dubna se konaly volby do ústavodárného shromáždění, v nichž levice prohrála, a 24. června vypuklo nové dělnické povstání kvůli zrušení Národních dílen, které dávaly práci nezaměstnaným. Po těžkých bojích je armáda potlačila, asi 3 tisíce dělníků padlo a 15 tisíc bylo uvězněno nebo deportováno do kolonií. Porážka povstání byla signálem pro konzervativní kontrarevoluce po celé Evropě.
4. listopadu 1848 odhlasoval parlament novou ústavu a 10. prosince zvolil prezidentem Ludvíka Napoleona, synovce Napoleona Bonaparte, který si o tři roky později nechal udělit diktátorské pravomoci a roku 1852 se prohlásil císařem jako Napoleon III.

## Německo

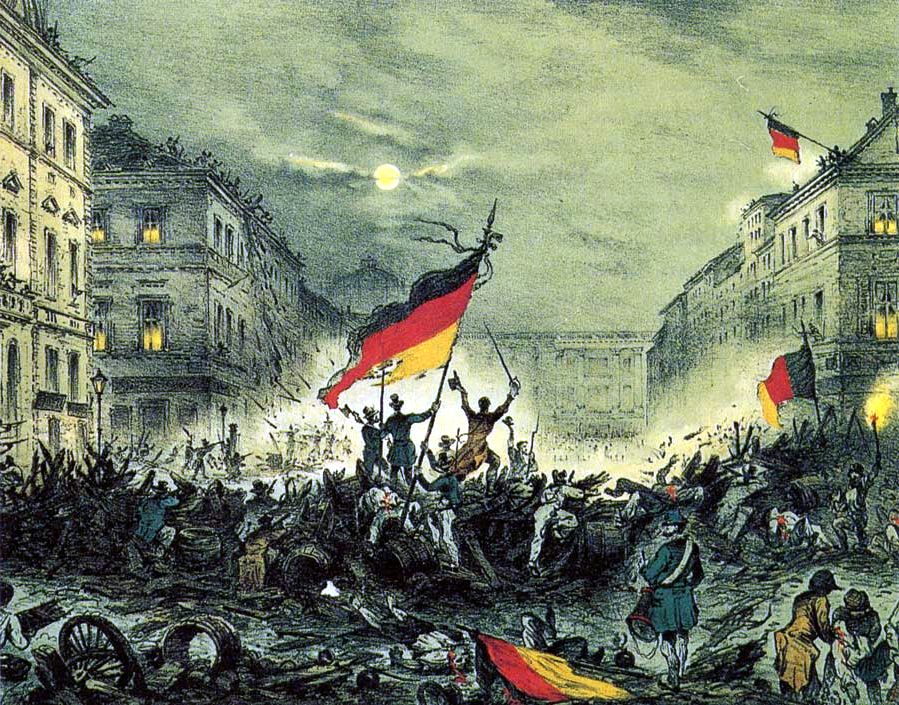
Revolucionáři v Berlíně s revoluční vlajkou, která byla v roce 1848 prohlášena za oficiální vlajku Německého spolku

Tzv. Březnová revoluce (Märzrevolution) začala v březnu 1848 v Bádensku a rychle se rozšířila po zemích Německého spolku. V mnoha zemích nastoupily liberálnější vlády ("březnové kabinety") a byly vyhlášeny svobodné volby do ústavodárného národního shromáždění, které se po volbách 18. května 1848 sešlo ve Frankfurtu jako Frankfurtský parlament. V německých zemích byla vyhlášena svoboda tisku a zrušeno poddanství, při přípravě ústavy však došlo k roztržkám mezi zastánci celoněmecké monarchie a radikálními republikány, a tak od poloviny roku 1848 začala revoluční vlna slábnout. V květnu 1849 vyvolala kampaň za přijetí říšské ústavy novou vlnu bouří, do července však byly potlačeny. První pokus o celoněmeckou ústavu tak ztroskotal, důležité prvky připravené ústavy však převzaly i pozdější německé demokratické ústavy.

## Polsko
Od roku 1845 se polští vlastenci rozhodli vyvolat povstání ve všech částech rozděleného Polska. Přípravy ve Varšavě a v Poznani byly prozrazeny a zmařeny a jejich původci odsouzeni. Jen v samostatném Krakově skutečně k povstání došlo, rakouská armáda je ale brzy potlačila a Krakov ztratil svoji omezenou autonomii.

## Rakouské císařství

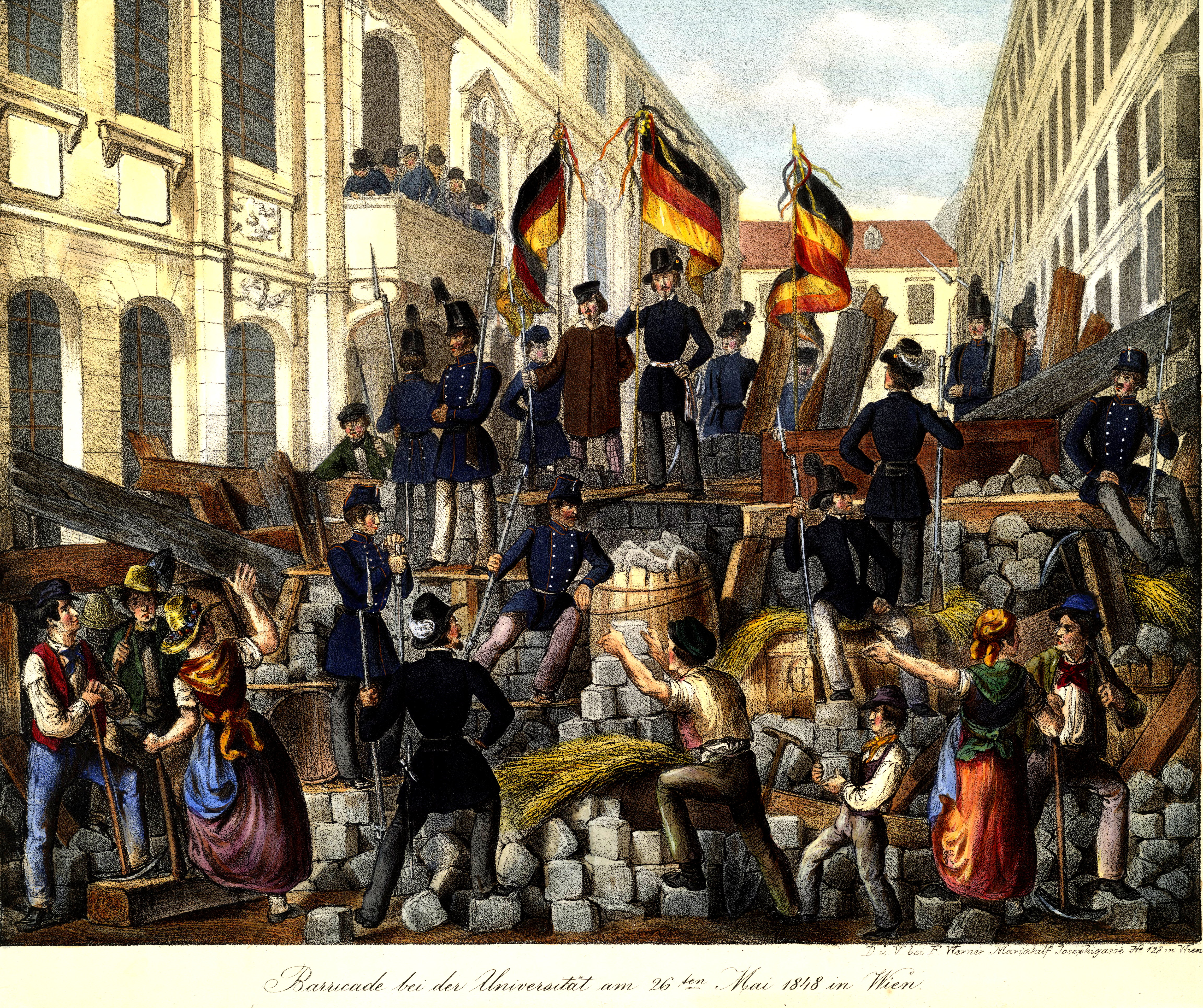
Barikády ve Vídni v květnu 1848

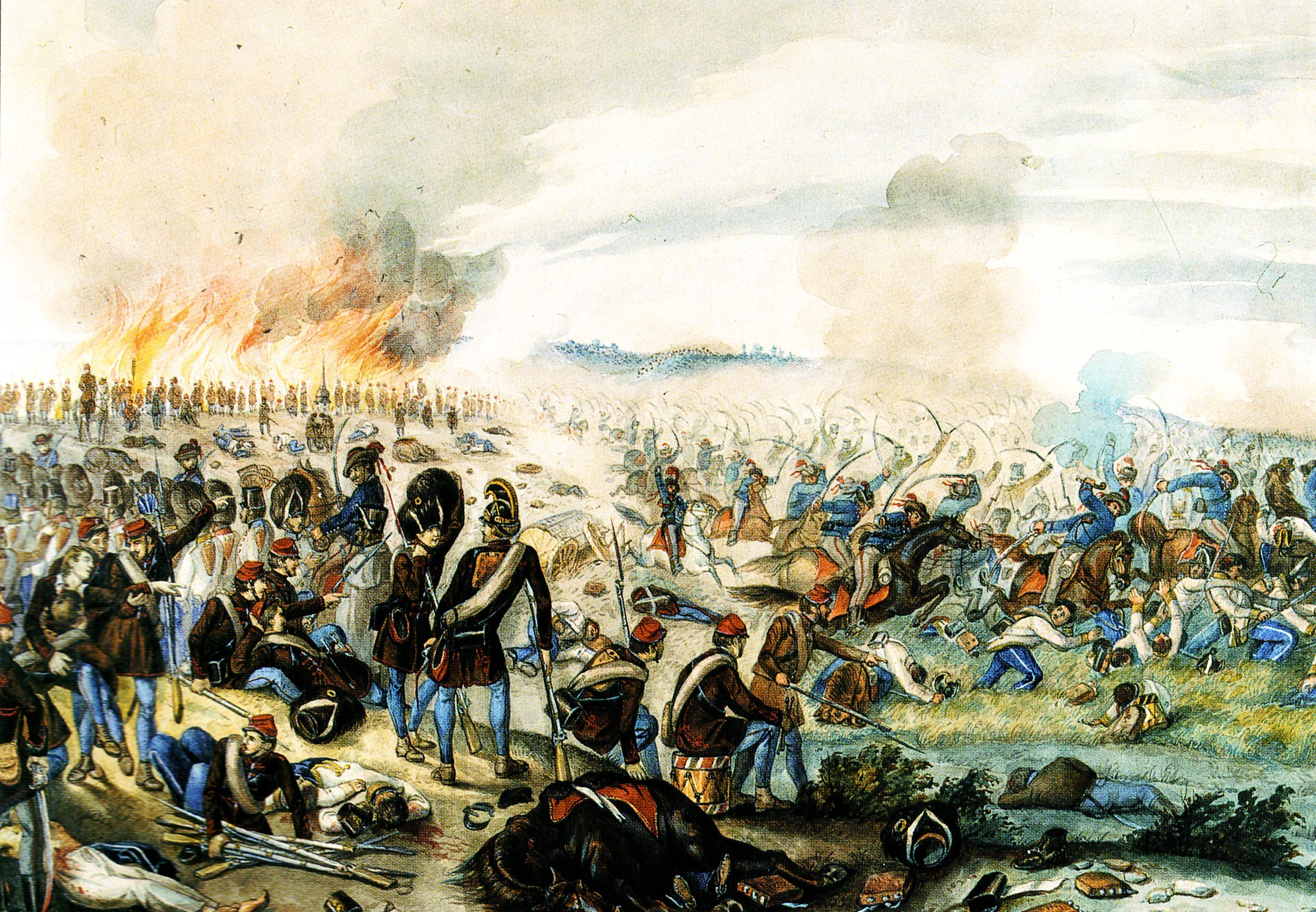
Vítězství maďarských povstalců v jedné z bitev v dubnu 1849

Revoluce 1848–1849 v Rakouském císařství začala v březnu 1848 povstáním ve Vídni a Uhrách a donutila zprvu císaře Ferdinanda I. k vážným ústupkům. Musel propustit ze svých služeb kancléře Metternicha, vytvořil nová ministerstva a přislíbil vypracování ústavy. Dubnová ústava, kterou císař podle svého slibu vydal, ovšem nesplnila očekávání vídeňských liberálů, kteří v květnu 1848 znovu povstali. Po Slovanském sjezdu v červnu 1848 došlo k nepokojům také v Praze, tam však byly tvrdě potlačeny Windischgrätzovým vojskem.
V březnu 1848 se stal předsedou uherské vlády liberální Lajos Batthyány a ministrem financí Lajos Kossuth. Po abdikaci císaře Ferdinanda Dobrotivého odmítli uznat jeho nástupce Františka Josefa jako uherského krále. 11. září 1848 vtrhlo do Uher vojsko chorvatského bána Josipa Jelačiče, Batthyányho revoluční armáda jej však 29. září u Pákozdu porazila. 25. září císař odmítl novou vládu a jmenoval velitelem armády generála von Lamberg, kterého vzbouřenci v Pešti zavraždili, a rakouská armáda začala proti povstalcům bojovat. Snaha rakouské vlády potlačit revoluci v Uhrách vyvolala v říjnu třetí vídeňskou revoluci, ta však byla tentokrát potlačena Windischgrätzem.
Nový císař František Josef I. nakonec s pomocí vojska v březnu 1849 rozpustil říšský sněm v Kroměříži a vyhlásil oktrojovanou březnovou ústavu. To vyvolalo 7. března 1849 povstání za nezávislost Uher. Císařská armáda pod velením knížete Windischgrätze musela 10. dubna ustoupit před revoluční armádou s polskými dobrovolníky a 14. dubna byla vyhlášena nezávislá Maďarská republika s Kossuthem jako říšským správcem a diktátorskými pravomocemi. Ostatní evropské státy ji však neuznaly a maďarská revoluce pak byla nakonec poražena s pomocí ruského vojska v srpnu 1849. 3. října 1849 kapitulovala poslední jednotka v Komárnu a 6. října byl bývalý premiér Batthyány popraven.
Roku 1851 císař ústavu odvolal, čímž začala téměř desetiletá éra neoabsolutismu, nicméně výdobytky revoluce, zejména zrušení poddanství a zřízení obecní samosprávy zůstaly zachovány.

## Dobové karikatury

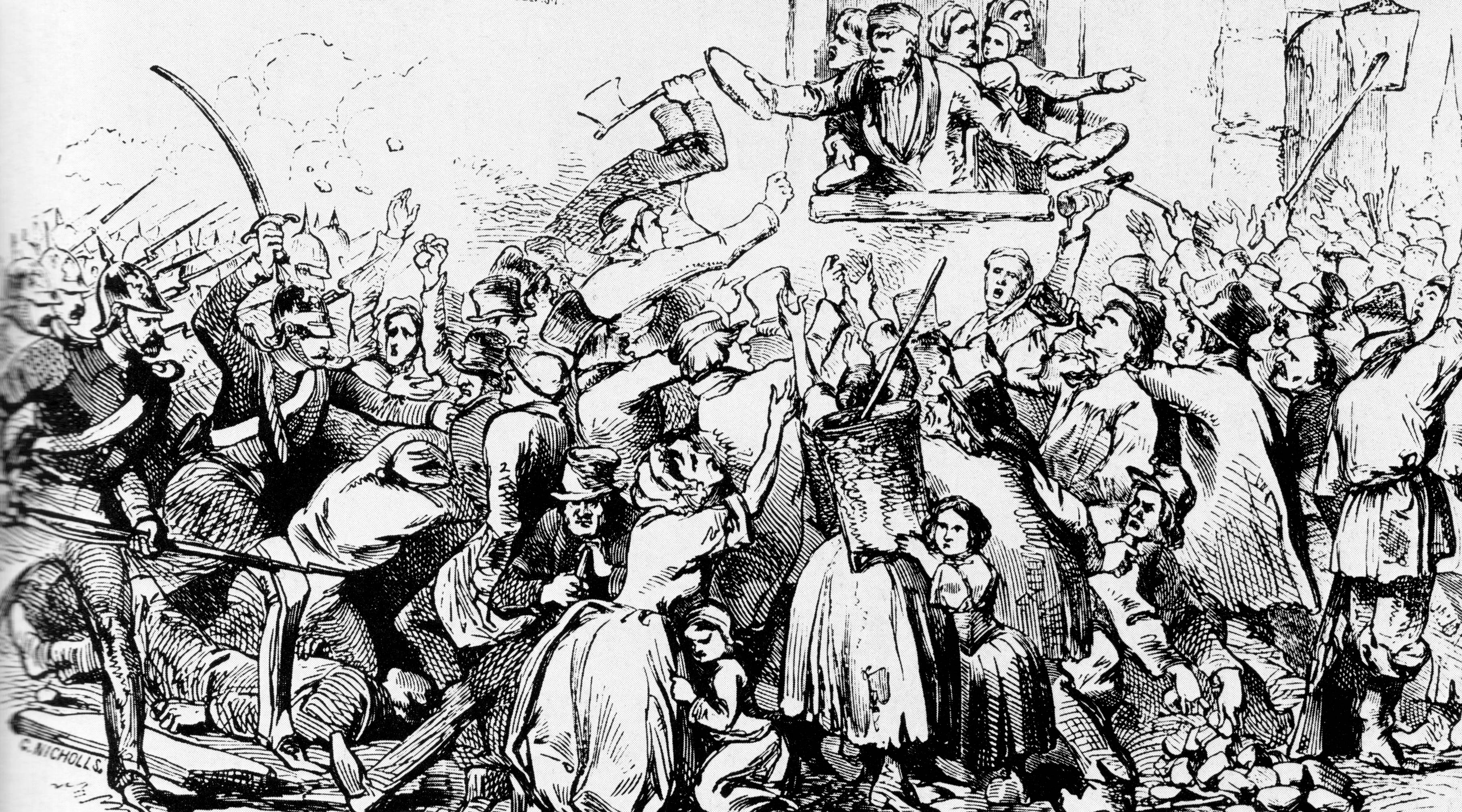
Hladová bouře ve Štětíně (1847)
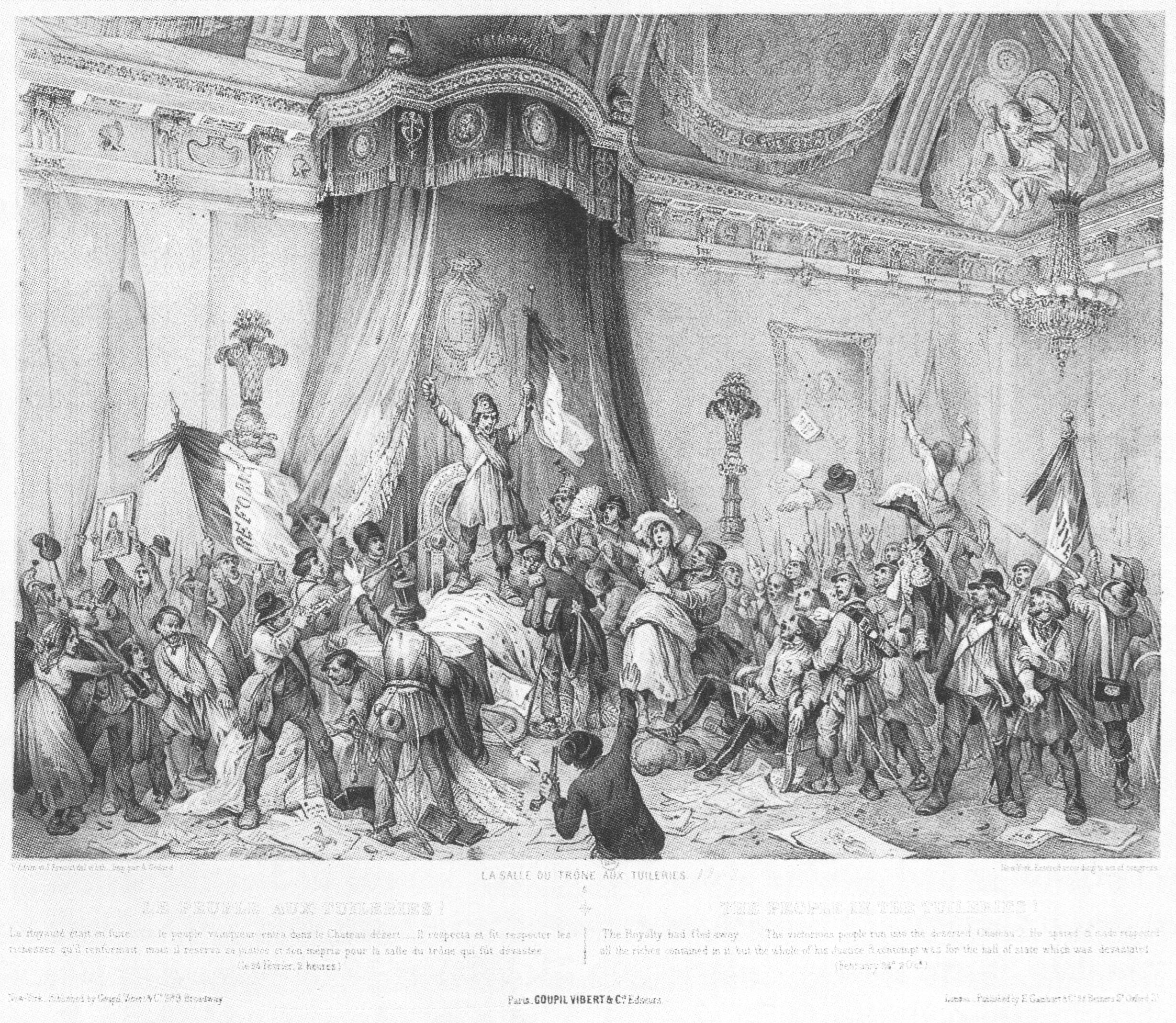
Lid v paláci v Tuilleriích (dobová litografie)
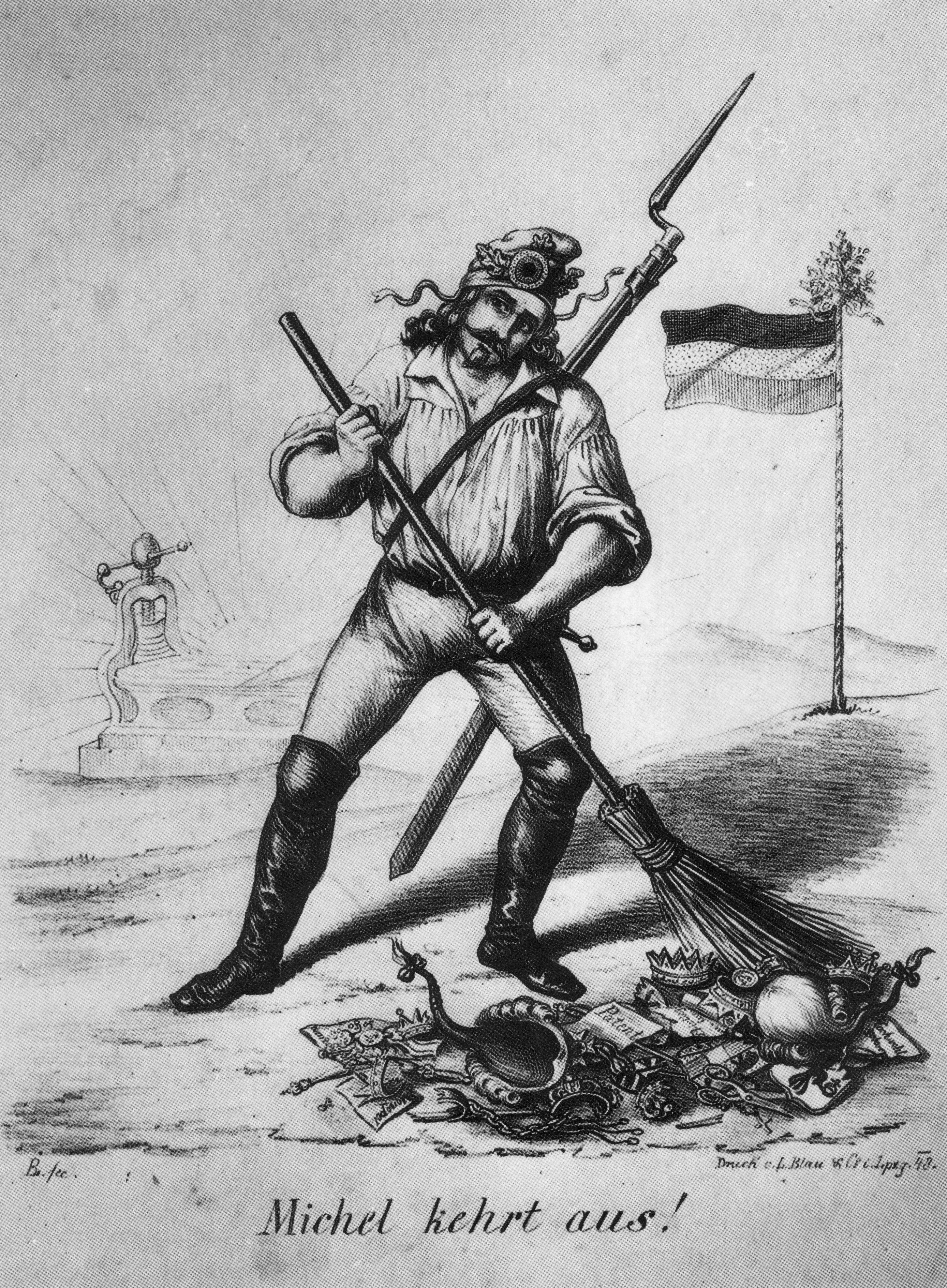
Německý Michl zametá, co zbylo po aristokracii
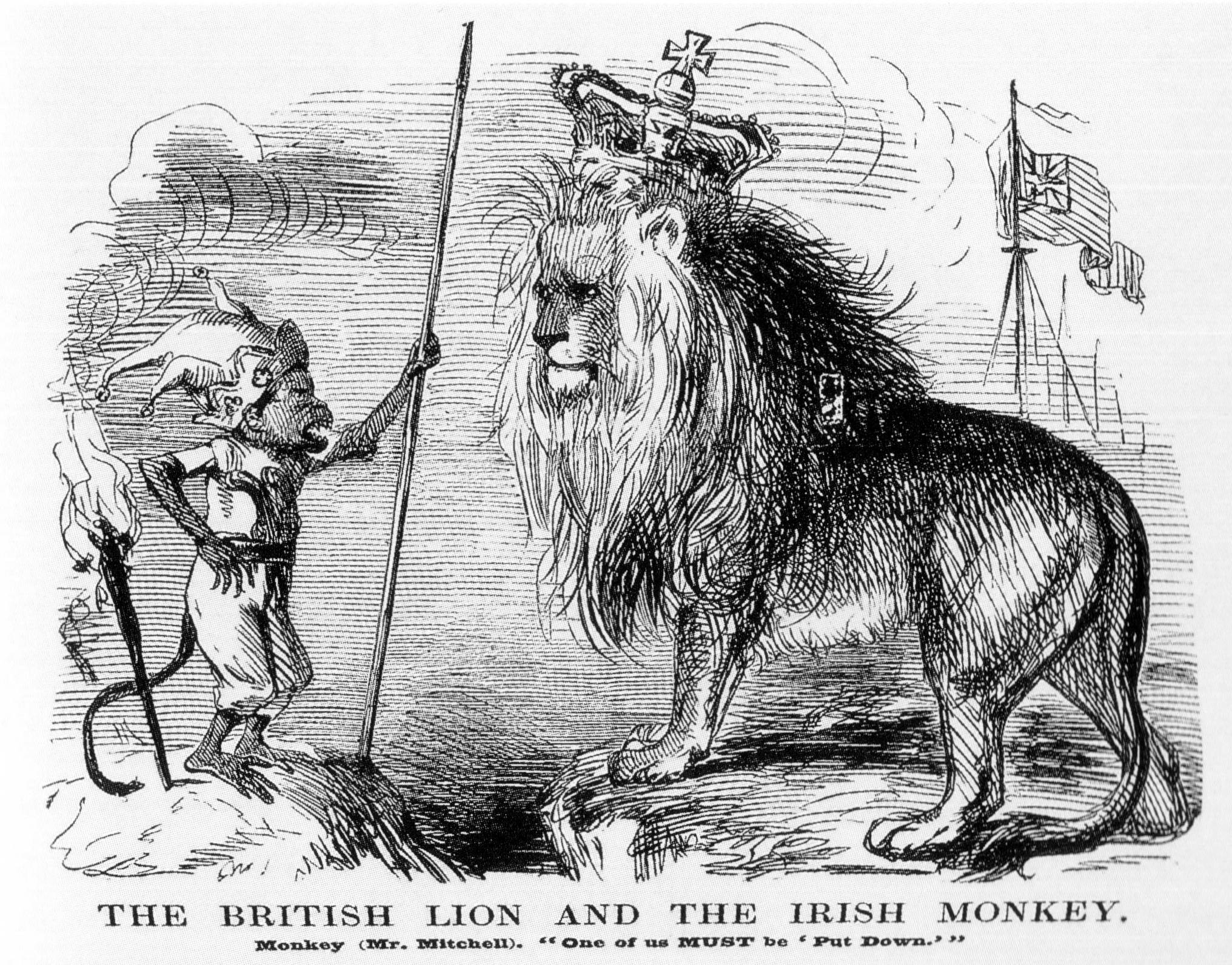
Britský lev a irská opice (Punch, 1849)
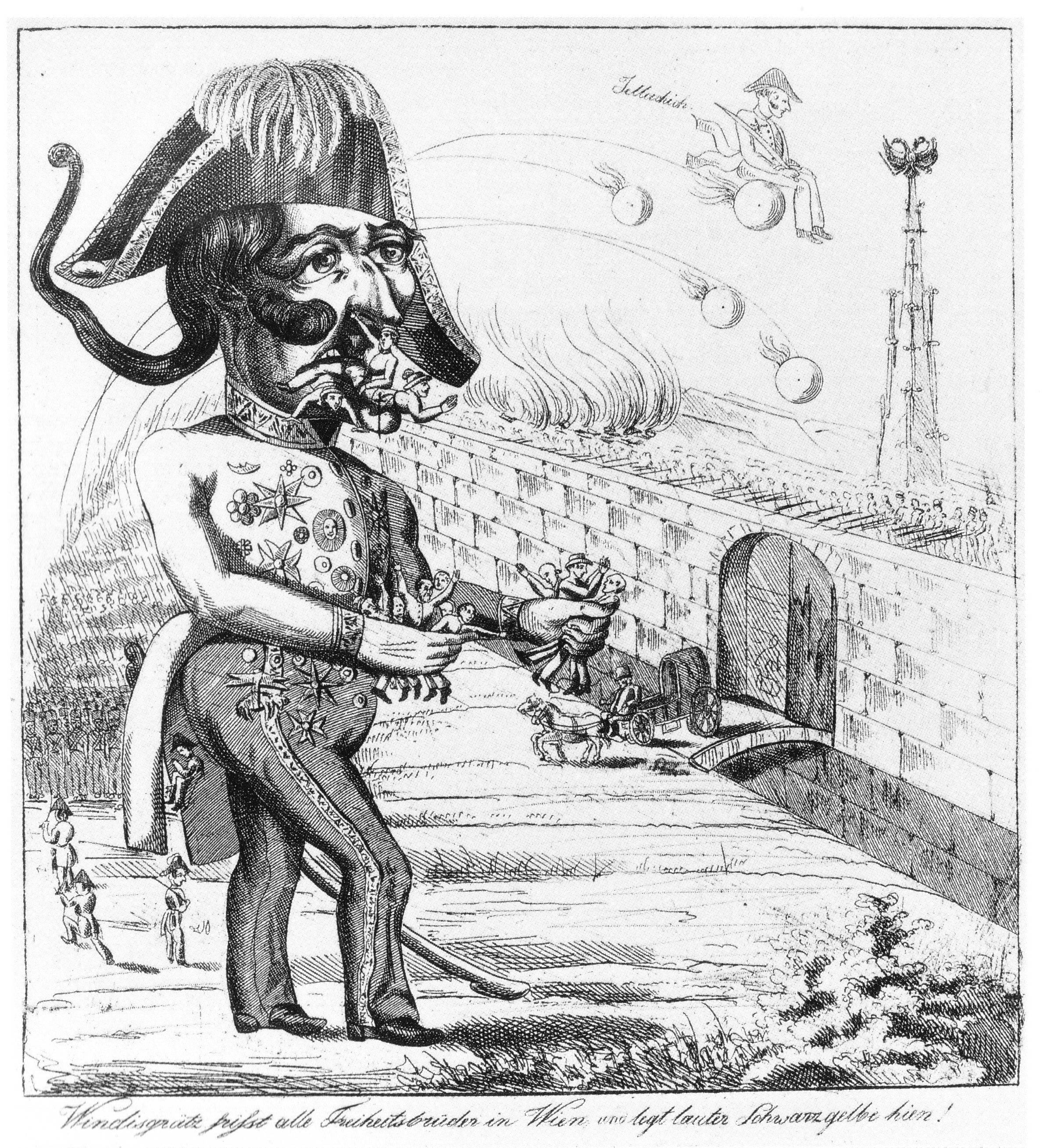
Windischgrätz žere svobodomyslné vídeňáky